# بولووا
بولووا (انگلیسی: Bulova) شرکت ساعت‌سازی آمریکایی است، که در سال ۱۸۷۵ توسط جوزف بولووا تأسیس شد. بولووا هم‌اکنون از برندهای زیرمجموعه شرکت ساعت‌سازی سیتیزن بشمار می‌آید. دفتر مرکزی این شرکت در شهر نیویورک مستقر می‌باشد.